# Bosc Nacional Apache-Sitgreaves
El Bosc Nacional Apache-Sitgreaves (Apache-Sitgreaves National Forest) se situa al centre-est de l'estat d'Arizona i a zones adjacents de l'estat de Nou Mèxic al sud-oest dels Estats Units. Aquest bosc nacional abasta el Marge Mogollón (Marge Mogollón (anglès), Borde Mogollón (castellà)) i les Muntanyes Blanques (White Mountains (anglès), Sierra Blanca (castellà)). Inclou 34 llacs i més de 1.090 quilòmetres de rius i rierols, més que qualsevol altre bosc nacional situat als estats àrids del sud-oest dels Estats Units.